# Duitsland op de Olympische Spelen

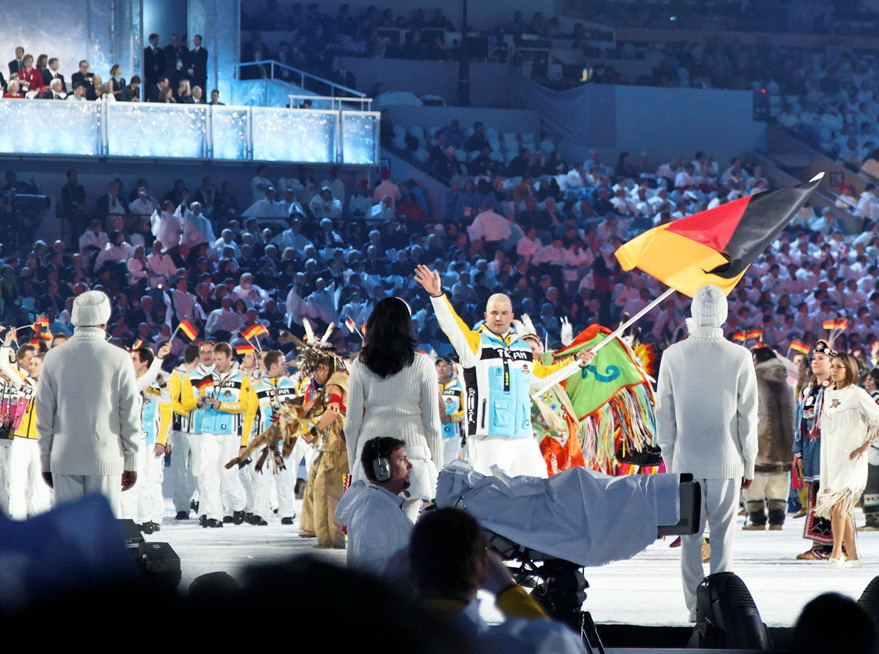
Het Duitse team bij de opening van de Winterspelen 2010

Duitsland is een van de landen die deelnemen aan de Olympische Spelen. Duitsland was present op de eerste editie van de Zomerspelen in 1896. Tweeëndertig jaar later, in 1928, kwam het voor het eerst uit op de Winterspelen.
Bij de eerste twee edities na de Eerste Wereldoorlog was het niet uitgenodigd om deel te nemen vanwege de Duitse rol in die oorlog. Na de Tweede Wereldoorlog was Duitsland gesplitst in Oost- en West-Duitsland. Van 1956 tot en met 1964 nam een verenigd Duits team deel aan de Spelen, onder de naam Duits eenheidsteam. Vanaf 1968 (in dit jaar nog wel onder de gezamenlijke olympische vlag en volkslied) was er een apart Oost- en West-Duits team. Na de Duitse hereniging was er vanaf 1992 weer één Duits team actief.
In Parijs nam Duitsland voor de zeventiende keer deel aan de Zomerspelen, in 2022 voor de dertiende keer aan de Winterspelen. Het is een van de 44 landen die zowel op de Winter- als de Zomerspelen een medaille haalde, 950 (317-314-319) in totaal.

## Medailles en deelnames
De tabel geeft een overzicht van de jaren waarin werd deelgenomen, het aantal gewonnen medailles en de eventuele plaats in het medailleklassement.
| Zomerspelen | Zomerspelen | Zomerspelen | Zomerspelen | Zomerspelen | Zomerspelen |        | Winterspelen | Winterspelen | Winterspelen | Winterspelen | Winterspelen | Winterspelen |
| Jaar        | Goud        | Zilver      | Brons       | Totaal      | Rang        | Jaar   | Goud         | Zilver       | Brons        | Totaal       | Rang         |              |
| 1896        | 6           | 5           | 2           | 13          | 3           |        |              |              |              |              |              |              |
| 1900        | 4           | 2           | 2           | 8           | 7           |        |              |              |              |              |              |              |
| 1904        | 4           | 4           | 5           | 13          | 2           |        |              |              |              |              |              |              |
| 1908        | 3           | 5           | 5           | 13          | 5           |        |              |              |              |              |              |              |
| 1912        | 5           | 13          | 7           | 25          | 6           |        |              |              |              |              |              |              |
| 1920        | -           | -           | -           | -           | -           |        |              |              |              |              |              |              |
| 1924        | -           | -           | -           | -           | -           | 1924   | -            | -            | -            | -            | -            |              |
| 1928        | 10          | 7           | 14          | 31          | 2           | 1928   | 0            | 0            | 1            | 1            | 8            |              |
| 1932        | 3           | 12          | 5           | 20          | 9           | 1932   | 0            | 0            | 2            | 2            | 9            |              |
| 1936        | 33          | 26          | 30          | 89          | 1           | 1936   | 3            | 3            | 0            | 6            | 2            |              |
| 1948        | -           | -           | -           | -           | -           | 1948   | -            | -            | -            | -            | -            |              |
| 1952        | 0           | 7           | 17          | 24          | 28          | 1952   | 3            | 2            | 2            | 7            | 4            |              |
| 1956        | -           | -           | -           | -           | -           | 1956   | -            | -            | -            | -            | -            |              |
| 1960        | -           | -           | -           | -           | -           | 1960   | -            | -            | -            | -            | -            |              |
| 1964        | -           | -           | -           | -           | -           | 1964   | -            | -            | -            | -            | -            |              |
| 1968        | -           | -           | -           | -           | -           | 1968   | -            | -            | -            | -            | -            |              |
| 1972        | -           | -           | -           | -           | -           | 1972   | -            | -            | -            | -            | -            |              |
| 1976        | -           | -           | -           | -           | -           | 1976   | -            | -            | -            | -            | -            |              |
| 1980        | -           | -           | -           | -           | -           | 1980   | -            | -            | -            | -            | -            |              |
| 1984        | -           | -           | -           | -           | -           | 1984   | -            | -            | -            | -            | -            |              |
| 1988        | -           | -           | -           | -           | -           | 1988   | -            | -            | -            | -            | -            |              |
| 1992        | 33          | 21          | 28          | 82          | 3           | 1992   | 10           | 10           | 6            | 26           | 1            |              |
| 1996        | 20          | 18          | 27          | 65          | 3           | 1994   | 9            | 7            | 8            | 24           | 3            |              |
| 2000        | 13          | 17          | 26          | 56          | 5           | 1998   | 12           | 9            | 8            | 29           | 1            |              |
| 2004        | 13          | 16          | 20          | 49          | 6           | 2002   | 12           | 16           | 8            | 36           | 2            |              |
| 2008        | 16          | 11          | 14          | 41          | 5           | 2006   | 11           | 12           | 6            | 29           | 1            |              |
| 2012        | 11          | 20          | 13          | 44          | 6           | 2010   | 10           | 13           | 7            | 30           | 2            |              |
| 2016        | 17          | 10          | 15          | 42          | 5           | 2014   | 8            | 6            | 5            | 19           | 6            |              |
| 2020        | 10          | 11          | 16          | 37          | 9           | 2018   | 14           | 10           | 7            | 31           | 2            |              |
| 2024        | 12          | 11          | 8           | 31          | -           | 2022   | 12           | 10           | 5            | 27           | 2            |              |
| Totaal      | 213         | 216         | 254         | 683         |             | Totaal | 104          | 98           | 65           | 267          |              |              |
| Tot. Z+W    | 317         | 314         | 319         | 950         |             |        |              |              |              |              |              |              |

Afghanistan · Albanië · Algerije · Amerikaans-Samoa · Amerikaanse Maagdeneilanden · Andorra · Angola · Antigua en Barbuda · Argentinië · Armenië · Aruba · Australië · Azerbeidzjan · Bahama's · Bahrein · Bangladesh · Barbados · België · Belize · Benin · Bermuda · Bhutan · Bolivia · Bosnië en Herzegovina · Botswana · Brazilië · Britse Maagdeneilanden · Brunei · Bulgarije · Burkina Faso · Burundi · Cambodja · Canada · Centraal-Afrikaanse Republiek · Chili · China · Chinees Taipei · Colombia · Comoren · Congo-Brazzaville · Congo-Kinshasa · Cookeilanden · Costa Rica · Cuba · Cyprus · Denemarken · Djibouti · Dominica · Dominicaanse Republiek · Duitsland · Ecuador · Egypte · El Salvador · Equatoriaal-Guinea · Eritrea · Estland · Ethiopië · Fiji · Filipijnen · Finland · Frankrijk · Gabon · Gambia · Georgië · Ghana · Grenada · Griekenland · Groot-Brittannië · Guam · Guatemala · Guinee · Guinee-Bissau · Guyana · Haïti · Honduras · Hongarije · Hongkong · Ierland · IJsland · India · Indonesië · Irak · Iran · Israël · Italië · Ivoorkust · Jamaica · Japan · Jemen · Jordanië · Kaaimaneilanden · Kaapverdië · Kameroen · Kazachstan · Kenia · Kirgizië · Kiribati · Koeweit · Kosovo · Kroatië · Laos · Lesotho · Letland · Libanon · Liberia · Libië · Liechtenstein · Litouwen · Luxemburg · Madagaskar · Malawi · Malediven · Maleisië · Mali · Malta · Marokko · Marshalleilanden · Mauritanië · Mauritius · Mexico · Micronesië · Moldavië · Monaco · Mongolië · Montenegro · Mozambique · Myanmar · Namibië · Nauru · Nederland · Nepal · Nicaragua · Nieuw-Zeeland · Niger · Nigeria · Noord-Korea · Noord-Macedonië · Noorwegen · Oeganda · Oekraïne · Oezbekistan · Oman · Oost-Timor · Oostenrijk · Pakistan · Palau · Palestina · Panama · Papoea-Nieuw-Guinea · Paraguay · Peru · Polen · Portugal · Puerto Rico · Qatar · Roemenië · Rusland · Rwanda · Saint Kitts en Nevis · Saint Lucia · Saint Vincent en de Grenadines · Salomonseilanden · Samoa · San Marino · Saoedi-Arabië · Sao Tomé en Principe · Senegal · Servië · Seychellen · Sierra Leone · Singapore · Slovenië · Slowakije · Somalië · Spanje · Sri Lanka · Soedan · Suriname · Swaziland · Syrië · Tadzjikistan · Tanzania · Thailand · Togo · Tonga · Trinidad en Tobago · Tsjaad · Tsjechië · Tunesië · Turkije · Turkmenistan · Tuvalu · Uruguay · Vanuatu · Venezuela · Verenigde Arabische Emiraten · Verenigde Staten · Vietnam · Wit-Rusland · Zambia · Zimbabwe · Zuid-Afrika · Zuid-Korea · Zuid-Soedan · Zweden · Zwitserland
Historische landen: Bohemen · Bondsrepubliek Duitsland · Brits-Indië · Duitse Democratische Republiek · Joegoslavië · Malaya · Nederlandse Antillen · Noord-Borneo · Noord-Jemen · Saarland · Servië en Montenegro · Sovjet-Unie · Tsjecho-Slowakije · West-Indische Federatie · Zuid-Jemen
Bijzondere deelnames: Onafhankelijke olympische atleten · Vluchtelingenteam 
 Australazië · Duits Eenheidsteam · Gemengd team · Gezamenlijk Team